# Модли 8
Модли 8 је једноседи, једномоторни моноплан конструисан и направљен у Краљевини Југославији 1941. године. Намењен првенствено за прелазно школовање једриличара.

## Пројектовање и развој
Инжењер Јосип Модли започео је 1939. године израду прототипа лаког авиона и пред избијање Другог светског рата довео до краја његову израду. Авион је био потпуно завршен непосредно пред рат, вршена су и прва рулања, али није испитан у лету само зато што је крајем марта и почетком априла 1941. године, аеродром у Руми, где је фабрика "Албатрос" вршила фабричке летове, био поплављен. Заједно са довршеним и недовршеним авионима и једрилицама који су се у тренутку напада на Југославију затекли у фабрици, Модли 8 је 10. априла 1941. године утоварен у специјалну железничку композицију којој се губи траг на релацији Земун-Славонски Брод. Током рата, у Техничкој радионици 2. Зракопловне луке у Рајловцу, поново је изграђен прототип, али до краја рата није извршен ни један лет.
По завршетку рата, авион је комплетиран и довршен у радионицама ваздухопловног пука на аеродрому Петровац код Скопља, где је инжењер Модли био службено распоређен. Коначна верзија авиона замишљена као "авион за прелазно школовање једриличара" јавља се под две ознаке: ЈМ-8 и Модли-8. Неопходне реконструкције, ради добијања дозволе за летење извршене су 1947. године и авион је први пут полетео 28. августа 1947. године. Током испитивања у VII Одељењу за примењени лет Ваздухопловно-техничког института на аеродрому у Земуну, авион Модли-8 је имао укупни налет од 7 часова и 55 минута. Међутим, пошто је у то време већ био дефинисан конкурс за потребе аероклубова, авион није ушао у серијску производњу, јер није задовољавао услове постављене конкурсом. Испитивања у VII Одељењу су показала да је авион пријатан за летење, једноставан за одржавање али као једносед није имао шансе на конкурсу на којем је за потребе Аеро Клубова усвојен авион БЦ-3-Тројка. Након авиона Модли-8, Јосип Модли је конструисао и саградио верзију Модли 9 и двоседу верзију Модли 10, које никада нису довршене, јер га је у томе смрт спречила.

### Технички опис
Авион Модли-8, био је једноседи подупрти висококрилни моноплан, "Парасол' типа, дрвене конструкције, са ниским трупом и отвореном пилотском кабином. Седиште пилота је смештено у само тежиште авиона. Видљивост у свим правцима је одлична сем за вертикални нагоре (смета му крило).
Труп је дрвене конструкције, пресвучен у потпуности дрвеном авио лепенком док је моторски простор обложен дуралуминијумским лимом. Вертикални и хоризонтални стабилизатори су дрвене конструкције, пресвучени платном (као и крило). Хоризонтални стабилизатор је цео помичан, ход му је +/-20 степени и има компензацију помоћу система опруга. Авион је опремљен основном инструментацијом за дневно летење: обртомер, брзиномер, висиномер и манометар уља. Осим тога, опрема пилотске кабине садржи: ручицу гаса, ручицу за подешавање смеше, ручицу угла паљења, контакт прекидач, и славину горивног система. Извршни управљачки органи летилице су били покретани челичним ужадима.
Погонска група је био двоцилиндрични боксер ваздухом хлађени мотор "Прага-Б" снаге 29,4 kW (40 КС) при 2400 о/мин. али је снага мотора ограничена на 20 КС при 1940 о/мин. На вратилу мотора се налази двокрака вучна дрвена елиса фиксног корака.
Крило је дрвене конструкције са две рамењаче, модификованог аеропрофила Göttingen 426. У централном делу крила уграђен је резервоар за гориво запремине 16 лит. Крило је пресвучено платном. За труп авиона, крило је било везано преко балдахина, а са обе стране је подупрто са по пар косих упорница.
Фиксни стајни трап са великим размаком точкова 1,5 m, амортизацијом помоћу гумених блокова и нископритисним балон гумама димензија 210x110 mm дају авиону изузетну стабилност на земљи. Дрљача, која се налази испод репа авиона је металне конструкције са амортизацијом помоћу лиснате опруге. Мала висина трупа од земље чини да су утисци пилота при слетању исти као и код једрилице.

## Оперативно коришћење
Након завршеног опитовања у Ваздухопловно-техничком институту авион Модли 8 је пребачен у Савезни ваздухопловни центар у Вршцу где је летео све до 1950. године.

## Сачувани примерци
Авиони Модли-8 и Модли-9 су били у власништву Јосипа Модлија све до његове смрти, 1974, године, када су 10. маја 1974. делови оба авиона преузети од Зракопловног Центра Аеро Клуба Загреб и предати Техничком Музеју у Загребу, где се и данас налазе.

## Земље које су користиле овај авион
- Краљевина Југославија
- НДХ
- Југославија